# 蓝鞘大步甲
蓝鞘大步甲（学名：Carabus cyaneogigas）也称蓝鞘布甲，一种分布于中华人民共和国广东等地区的鞘翅目昆虫，隶属于步行虫科大步甲属（步甲属、步行虫属）切鞘亚属（Apotomopterus）。

## 形态特征
成虫体长39.9～44.2毫米。通体深紫色带金属光泽。前胸背板密布不规则沟纹。鞘翅为覆满平行的行距。雄性鞘翅末端的切鞘现象不明显，而雌性切鞘明显。